# Eskebjerg Station
Eskebjerg Station er en nedlagt dansk jernbanestation i Eskebjerg i Nordvestsjælland. Den havde et omløbsspor på 220 m og et læssespor på ca. 100 m med et ca. 18 m langt blindspor til en fast enderampe ud for varehuset.